# Byron Cole
Byron Cole (Boston, Estados Unidos, 1829 - cerca de Tipitapa, Nicaragua, 16 de septiembre de 1856) fue un periodista, empresario, aventurero y militar estadounidense que organizó la expedición del filibustero William Walker a Nicaragua en el siglo XIX.

## Biografía
Nacido en 1829, Byron Cole fue primero propietario de un periódico en Boston y luego periodista en San Francisco, California, donde llegó en 1852 durante la fiebre del oro. Allí se convirtió en el editor del San Francisco Commercial Advertiser. Así conoció a uno de sus periodistas, William Walker, luego de haber viajado a Nicaragua y Honduras, donde Walker se convirtió en accionista de la Honduras Mining and Trading Company de Byron Cole, con sede en Nueva York, que buscaba oro en el río Patuca, en el oriente de Honduras. Los dos hombres se conocieron cuando Walker fue absuelto del cargo de violar la Ley de Neutralidad durante su expedición a Baja California.
William Vincent Wells, agente de Byron Cole, fue nombrado Cónsul General de Honduras, luego de que el gobierno del país donara tierras a la empresa para facilitar la inmigración estadounidense. Es autor de un extenso informe sobre Centroamérica publicado en 1855 por Harper's Magazine.
Byron Cole señaló que los partidos conservadores están ganando fuerza en Guatemala y Nicaragua, y teme que esto conduzca al mismo desarrollo en Honduras, en detrimento de su empresa, que luego sería superada por la competencia inglesa. El arqueólogo y periodista Ephraim George Squier (1821-1888), encargado de negocios de Washington para Centroamérica en 1849, negoció un tratado para los estadounidenses con los ingleses y regresó en 1853 para seguir las implicaciones para el proyecto del Canal de Nicaragua, pero la situación política siguía siendo inestable para la compañía de Byron Cole, porque a los ingleses les ofendía que Washington haya reclamado una isla ubicada en la bahía hondureña que está en un extremo del canal que otra empresa estadounidense planea cavar, la Compañía Accesoria del Tránsito.
La situación política pasó en 1854 a la guerra civil entre los dos excandidatos a la presidencia de Nicaragua. A través de Byron Cole, Francisco Castellón Sanabria, el candidato liberal en dificultad militar, negoció con William Walker un tratado, firmado el 28 de diciembre de 1854, por el cual se adquirieron los servicios militares de este último, con el compromiso de proporcionar 300 hombres. Walker solo trajo 58, seis meses después, pero su ejército también estaba integrado por soldados de caudillos de otras partes de Centroamérica. Byron Cole era el teniente coronel de este ejército, luego se convirtió en editor en jefe de El Nicaragüense, el periódico semanal de edición bilingüe en inglés y español que acaba de fundar William Walker, que quería traer inmigrantes estadounidenses masivos y decretó que el idioma inglés era oficial en Nicaragua, al igual que el español. El Nicaragüense llegó a afirmar que el filibustero está en el origen de todo el progreso de la humanidad desde el Imperio Romano.
Si bien la esclavitud había sido abolida en Nicaragua desde 1824, Walker quería restaurarla y hacer del país uno de los estados de Estados Unidos, para aislar mejor a México. También decidió la confiscación de tierras a quienes no lo apoyan. Es para una operación de este tipo que Cole, con 8 mercenarios estadounidenses y 7 nicaragüenses, emprende un viaje de dos semanas al caballo al Departamento de Chontales, que relatará en detalle en las ediciones del 23 y el 30 de agosto de 1856 de El Nicaragüense. Lo acompañó el doctor Philip M. Whelpley, quien escribió su propia historia, por correspondencia.
Dos semanas después de la publicación en El Nicaragüense, Cole, que tenía 27 años de edad, lideró una tropa de 300 efectivos que fue derrotada el 14 de septiembre en la batalla de San Jacinto, en la hacienda homónima, por tropas del Ejército del Septentrión al mando del coronel José Dolores Estrada Vado. Tras la batalla los filibusteros huyeron y dos días después, el 16 de septiembre, Cole -que se había perdido- llegó a la hacienda San Ildefonso y allí un campesino lo mató de dos machetazos en la cabeza y el cuello.